# 桑庫利郎-孟加里哈特地質公園
桑庫利郎－孟加里哈特地質公園位於印度尼西亚東加里曼丹省东库台县，面積105,000公頃（260,000英畝）。當地有數千至數萬個繪畫於喀斯特地形洞穴內、紅色岩石上的史前時代岩畫，主題包括生活、舞蹈、狩獵和儀式，可以顯現當時的生活型態，推測年代可追溯至西元前6,000年。
2015年5月，印度尼西亞政府將桑庫利郎－孟加里哈特地質公園列為聯合國教科文組織世界遺產名錄的預備名單。2017年4月，桑庫利郎－孟加里哈特地區的喀斯特洞穴計畫成立為地质公园，由沙馬林達地區文化保護保護中心進行規劃。
該地區的洞穴有大量手印、描繪大型哺乳動物如爪哇野牛、水鹿、鬚豬、馬來穿山甲，甚至有已於當地灭绝的馬來貘的圖案。遺址展示當地史前時代豐富的文物，良好的自然保存條件為岩畫保護研究提供良好資源，可了解當地時前時代的藝術與社會背景。